# Operation Starvation
Die Operation Starvation (englisch; „Operation Aushungerung“) war als strategische Seeminen-Operation der United States Army Air Forces Teil des alliierten Luftkriegs gegen Japan während des Pazifikkriegs. Das Unternehmen fand im Jahr 1945 und damit in der Endphase des Krieges im Pazifik statt. Ziel der Operation war es, die über See verlaufenden Nachschub- und Versorgungsrouten des Kaiserreiches Japan, besonders in den Gewässern um Kyūshū sowie in der Seto-Inlandsee, durch den umfangreichen Abwurf von Seeminen aus der Luft zu unterbrechen. Die Operation Starvation wurde in fünf Phasen (Starvation I bis V) eingeteilt und dauerte knapp fünf Monate (bis Anfang August 1945). Hinsichtlich der sehr geringen US-amerikanischen Verluste und der schweren japanischen Schiffsverluste, der Seeverkehr in den betroffenen Gebieten brach beinahe völlig zusammen, ist die Operation als taktischer Erfolg der Vereinigten Staaten einzustufen. Da zudem massive Lieferengpässe die japanische Rüstungsindustrie stark schwächten, ist die Operation auch als strategischer US-Erfolg zu werten.

## Vorgeschichte
Zwischen Mitte 1943 und Anfang 1945 waren die US-Streitkräfte beständig näher an das japanische Mutterland herangerückt (siehe Island Hopping). Dabei waren die Landungstruppen zunehmend auf erheblichen Widerstand gestoßen, unter anderem in der Schlacht um Peleliu, während der Kämpfe um Leyte und in der Schlacht um Iwojima. Der Oberbefehlshaber der amerikanischen Streitkräfte im Pazifik, Fleet Admiral Chester W. Nimitz, ließ infolgedessen, auch im Kontext der geplanten Landungen auf Okinawa und auf Japan selbst, Pläne für eine großangelegte Luftminenoffensive gegen südjapanische Küstengewässer ausarbeiten, um den japanischen Nachschubverkehr (sowohl von den besetzten Territorien nach Japan als auch von Japan nach Okinawa) zu unterbinden. Diese Idee entstand auch vor dem Hintergrund, dass die Royal Air Force zwischen Juni und Dezember 1944 eine umfangreiche Luftminenoffensive gegen den deutschen Schiffsverkehr im Skagerrak, im Kattegat und in der Deutschen Bucht durchgeführt hatte. Dabei waren 8.000 Minen aus der Luft abgeworfen worden, wobei innerhalb von sechs Monaten 124 Schiffe (zumeist kleinere Küstenfrachter) mit insgesamt rund 75.000 BRT in Verlust geraten waren, was den deutschen Küstenverkehr stark beeinträchtigt hatte. Zudem waren die britischen Flugzeugverluste (36 Maschinen in sechs Monaten) vergleichsweise gering gewesen. Anfang 1945 erging schließlich die Order an das auf den Marianen stationierte XXI Bomber Command, mit den Vorbereitungen für eine Minenoperation gegen Japan zu beginnen.

### Die Lage in Japan
Zu Beginn des Jahres 1945 befand sich Japan in einer militärisch und hinsichtlich der Versorgungslage mit Rohstoffen (alleine 88 Prozent des kriegswichtigen Rohöls mussten importiert werden) und Lebensmitteln äußerst angespannten Situation. Die kaiserlich japanische Marine, die die Sicherung der See- und Konvoirouten zu gewährleisten gehabt hätte, hatte 1944, vor allem während der Großkämpfe um die Marianen und im Golf von Leyte schwere Verluste erlitten. Die zur Verteidigung der Seewege und der besetzten Gebiete sehr wichtigen Flugzeugträgerkräfte waren hierbei weitgehend vernichtet worden. Die wenigen noch einsatzbereiten schweren Einheiten, darunter das Schlachtschiff Yamato sowie einige wenige Flugzeugträger (die aber kaum mehr einsatzbereite Flugzeuge an Bord hatten und häufig beschädigt in den Werften lagen), litten außerdem unter gravierendem Brennstoffmangel.
Die wichtigsten Nachschubwege Japans, besonders die Seerouten zwischen den japanischen Heimatinseln und den Philippinen, Niederländisch-Indien und Mandschukuo, waren etwa ab Mitte 1943 verstärkt von amerikanischen U-Booten angegriffen worden, was die Nachschubsituation weiter verschärft hatte. Hatten etwa 1943 noch rund 4,3 Millionen Tonnen Eisenerz nach Japan eingeführt werden können, erreichten 1944 nur noch etwa 2,15 Millionen Tonnen die Inselnation. Auch die Nahrungsmittellage war angespannt: So waren die Importe an Reis von 990.000 Tonnen (1943) auf 652.000 Tonnen (1944) zurückgegangen. Die japanische Handelsmarine war durch die alliierte Blockade trotz Zubau und Erbeutung von Schiffen von 6,1 Mio. BRT zum Ende 1941 auf 2,7 Mio. BRT Ende 1944 bereits mehr als halbiert worden.

### Die Vorbereitungen auf US-amerikanischer Seite
Die für die Operation Starvation zur Verfügung stehenden Kräfte bestanden aus vier Gruppen des auf der Marianeninsel Tinian stationierten 313th Bombardement Wing (Brigadier General John H. Davies) des XXI. Bomber Command (General Curtis E. LeMay). Jede Gruppe verfügte über etwa 40 schwere Bomber vom Typ Boeing B-29. Dieser Flugzeugtyp war in der Lage, entweder sieben Seeminen Mark 25 (von 907 Kilogramm Gewicht) oder zwölf Minen Mark 26 (von 454 Kilogramm Gewicht) aufzunehmen. LeMay, der selbst Nachtangriffe aus niedrigen Höhen favorisierte, hatte die 313th Bombardement Wing auch deswegen mit der Durchführung der Angriffe beauftragt, weil diese Anfang 1945 als einer der ersten Verbände des XXI. Bomber Command mit dem damals neu eingeführten Zielfindungs- und Bodenradar AN/APQ-13, welches sich für Nachtoperationen besonders anbot, ausgerüstet worden war. Ab dem 23. Januar 1945 trainierten alle vier Gruppen über einen Zeitraum von etwa zwei Monaten hinweg den nächtlichen Präzisionsabwurf von Seeminen. Für gewöhnlich wurden die Minen aus 1.500 m bis maximal 2.500 m Höhe abgeworfen, die Geschwindigkeit der Flugzeuge durfte 440 km/h dabei nicht überschreiten.

## Verlauf der Operation

### Erste Einsätze im März und April 1945
Zwischen dem 27. März und dem 12. April 1945 wurden vom XXI. Bomber Command in sieben Nachtoperationen (246 Einsatzflüge) insgesamt 2.030 Minen abgeworfen (Operation Starvation I), hauptsächlich im Bereich der Straße von Shimonoseki, nahe Futaoi und vor Hiroshima. Die nächtlichen Angriffe kamen für Japan vergleichsweise überraschend, erst ab dem 26. April 1945 war die Shimonoseki-Straße wieder halbwegs befahrbar. Insgesamt sanken im genannten Gebiet nach Minentreffern bis Ende April 1945 14 Handels- und Hilfsschiffe mit zusammen 20.145 BRT, sowie die Fregatte Mokuto und das Ausbildungs-U-Boot RO 64 mit seiner gesamten Besatzung von 51 Mann und 30 Kadetten. Fünf weitere Frachtschiffe wurden beschädigt. Die US-Verluste, beinahe alle Maschinen erhielten Flak-Treffer, beliefen sich im März auf drei Totalverluste und acht beschädigte B-29. Eine weitere Maschine der 313th Bombardement Wing stürzte am 7. April 1945 nahe Tinian nach einem Startunfall ab und explodierte. 

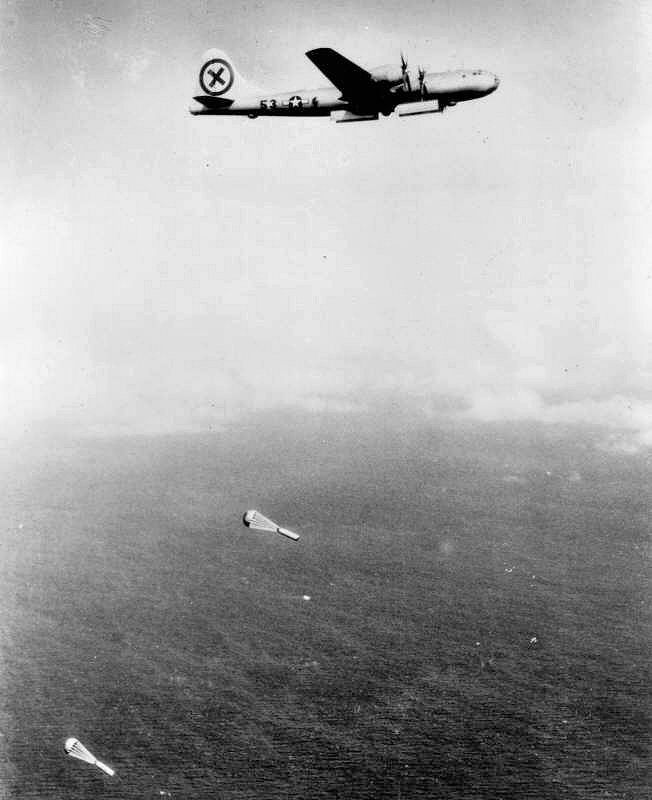
Eine B-29 beim Abwurf von Seeminen (Aufnahme um 1944).

### Operationen im Mai 1945
Anfang Mai griff das XXI. Bomber Command in mehreren Wellen (197 Einsatzflüge) erneut die Straße von Shimonoseki und zusätzlich die Häfen von Tokio, Kure, Nagoya und Kōbe sowie die Küstenlinie der Provinz Harima an (Operation Starvation II). Dabei wurden bis zum 5. Mai 1945 insgesamt 1.422 Minen abgeworfen. Ferner wurden vereinzelt Minen vor Niijima gelegt. Nur acht Tage später, am 13. Mai 1945, begann die Operation Starvation III, wobei bis Ende Mai auf acht Missionen (203 Einsatzflüge) nochmals 1.313 Minen in die Straße von Shimonoseki und vor Tokio, Nagoya, der Kii-Halbinsel sowie vor Osaka, Sasebo und Fukuoka abgeworfen wurden, darunter auch erstmals sogenannte Niederfrequenz-Akustikminen des Typs Mark 25 A3 und Mark 25 A5 sowie Druckminen des Typs Mark 25 A6. Die Folgen dieser Angriffe im Mai wirkten sich verheerend aus. Innerhalb von vier Wochen gingen 85 Handelsschiffe, Fischereifahrzeuge, kleinere Hilfsschiffe und Boote sowie das Minensuchboot Sōkaitei Nr.29 (43 Tote) und zwei kleinere U-Boot-Jäger auf diesen Minen verloren, weitere 137 Schiffe wurden beschädigt. Die Gesamttonnageverluste Japans durch Minen beliefen sich im Mai auf 109.991 BRT. Der Küstenverkehr brach zeitweilig völlig zusammen. 

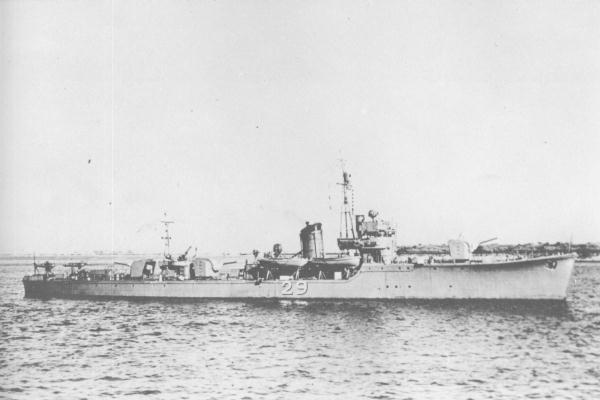
Japanisches Minensuchboot W 29 (nach Minentreffer am 8. Mai 1945 in der Straße von Shimonoseki gesunken).

Um die Bedrohung durch die Minen bekämpfen zu können, stellten die Japaner bis zu 20.000 Luft- und Seeraumbeobachter entlang der bedrohten Küstenlinien auf, um den Abwurf von Minen rechtzeitig bemerken zu können. Außerdem wurden im Verlauf des Mai 1945 rund 200 Hilfsminensuchboote, zumeist requirierte Fischkutter und kleine Frachtschiffe, in Dienst genommen. Insgesamt waren 349 Räumfahrzeuge auf japanischer Seite im Einsatz. Auch die Flugabwehrbatterien in Küstennähe wurden verstärkt. Dies wirkte sich vor allem Ende Mai zunehmend aus, so waren zu Beginn des Monats zwar keine US-Verluste zu verzeichnen, indessen jedoch gingen in der Nacht des 25./26. Mai 1945 sieben B-29 der 313th Bombardement Wing verloren, fünf davon wurden alleine im Großraum Tokio von Nachtjägern des Typs Nakajima J1N abgeschossen.

### Operationen im Juni 1945
Der Juni 1945 sah eine massive Intensivierung der US-amerikanischen Minenlegeoperationen. So flogen Flugzeuge des XXI. Bomber Command ab dem 7. Juni 404 Einsätze und warfen innerhalb von drei Wochen 3.542 Minen ab (Operation Starvation IV), wobei erneut vor allem die Straße von Shimonoseki sowie die Seerouten nach Tokio, Maizuru, Sakai und Kōbe sowie die Küstenlinie der Provinz Harima betroffen waren. Die japanischen Abwehr- und Räumkräfte, die sich Ende Mai leicht erholen hatten können, waren diesem Großangriff nicht mehr gewachsen, da zudem ab Ende Juni und nach dem Ende der Kämpfe um Okinawa die wieder frei gewordene Task Force 38 zudem verstärkt mit Angriffen auf das japanische Mutterland und den küstennahen Schiffsverkehr begann. Im Verlauf des Juni 1945 konnten infolgedessen die Minenräumoperationen nur noch sehr begrenzt durchgeführt werden, was dazu führte, dass beispielsweise der Gütertransport nach Kōbe von rund 320.000 Tonnen (März 1945) auf nur mehr etwa 44.000 Tonnen zurückging (Juli 1945). Insgesamt gerieten im Verlauf des Juni 57 japanische Handelsschiffe mit 69.009 BRT und zwei Kriegsschiffe, darunter der Geleitzerstörer Enoki am 26. Juni 1945 vor Fukui und der U-Boot-Jäger Ch-195, durch Minentreffer in Verlust; 118 weitere Schiffe und Boote erlitten Schäden, darunter auch der Geleitzerstörer Nara, der am 30. Juni 1945 vor Shimonoseki durch einen Minentreffer schwer beschädigt wurde (das Schiff konnte zwar eingebracht werden, wurde aber bis Kriegsende nicht mehr repariert). Im Gegenzug büßte die 313th Bombardement Wing nur vier Maschinen ein. 

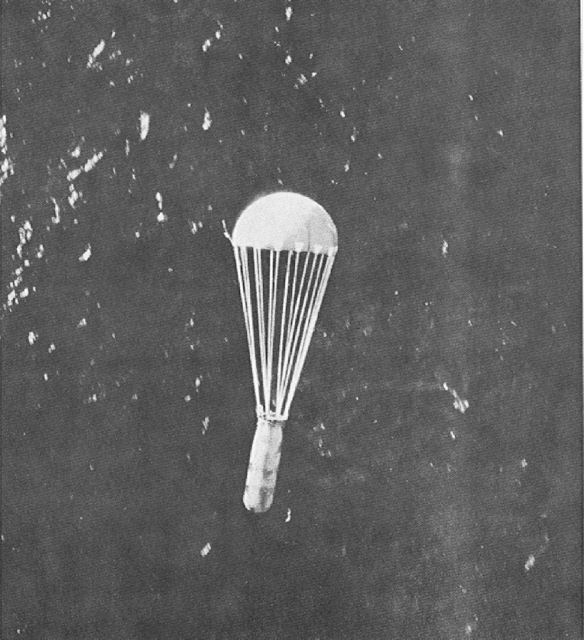
Eine Mark 26-Seemine (454 Kilogramm) kurz nach dem Abwurf (Aufnahme aus einer B-29 im Jahr 1945).

### Letzte Operationen im Juli und August 1945
Ab dem 9. Juli 1945 begann das XXI. Bomber Command mit der letzten Phase des Unternehmens (Operation Starvation V). Diese Phase der Operation hatte die vollständige Blockade der südjapanischen Häfen zum Ziel. Insgesamt wurden dabei, bis Mitte August 1945, in 474 Einsätzen 3.746 Minen abgeworfen. Der letzte Einsatz der 313th Bombardement Wing fand am 14. August 1945 statt, wobei 35 Boeing B-29 nochmals Minen in der Straße von Shimonoseki abwarfen. Insgesamt gingen auf diesen Minen bis Mitte August 75 Handelsschiffe mit 81.785 BRT verloren (davon 63.323 BRT im Juli und 18.462 BRT im August). Weitere 103 Schiffe erlitten Beschädigungen. Außerdem sanken nach Minentreffern die beiden Zerstörer Sakura (Minentreffer vor Osaka am 11. Juli 1945, 130 Besatzungsangehörige starben) und Hatsushimo (das Schiff geriet am 30. Juli 1945 vor Maizuru in einen US-Luftangriff und lief beim Ausweichen auf eine Mine, 17 Besatzungsangehörige kamen dabei ums Leben. Das Schiff konnte zwar noch in Ufernähe auf Grund gesetzt werden, musste aber später als konstruktiver Totalverlust abgeschrieben werden), der Kaibōkan Ikara, die beiden U-Boot-Jäger Ch-153 und Ch-188 sowie ein Minensuchboot; mehrere Schiffe, darunter der Geleitflugzeugträger Kaiyō (am 18. Juli 1945), wurden teils erheblich beschädigt. Die letzten Kriegsschiffsverluste ereigneten sich am 10. August 1945, als der Kaibōkan CD-63 vor Nanao nach einem Minentreffer auf Grund gesetzt werden musste, und am 22. August 1945, als der alte Zerstörer Asagao in der Shimonoseki-Straße nach einem Minentreffer ebenfalls auf Grund gesetzt und aufgegeben werden musste.

## Folgen und Auswirkungen
Während der knapp fünf Monate dauernden Operation warf die 313th Bombardement Wing (je nach Quelle) zwischen 12.053 und 12.135 Seeminen ab (darunter unter anderem 4.921 Magnet-, 3.507 Akustik- und 748 Niederfrequenzminen). Die United States Army Air Forces erlitt dabei nur sehr geringe Verluste, so gingen 15 Flugzeuge verloren, weitere 28 Maschinen wurden beschädigt. Die Personalverluste beliefen sich auf 162 Mann (Tote und Vermisste). 

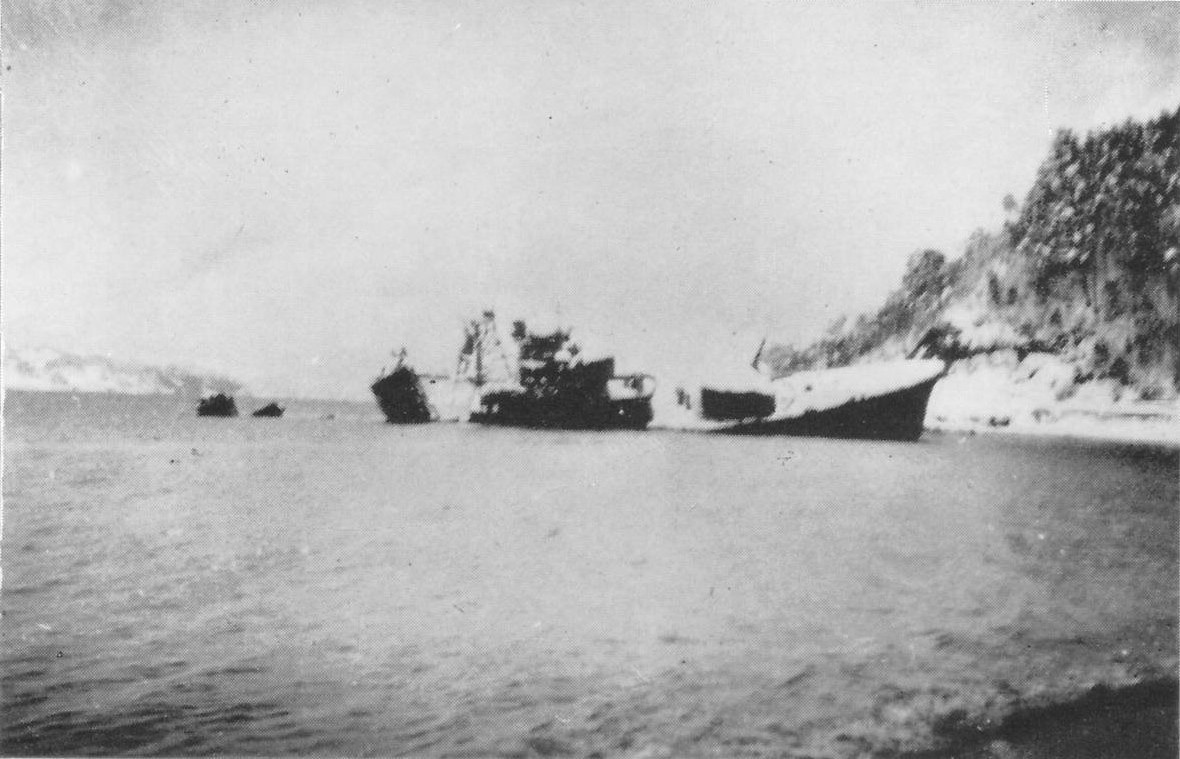
Das halb gesunkene Wrack des nahe Maizuru auf Grund gesetzten japanischen Zerstörers Hatsushimo (die Aufnahme entstand vermutlich 1947).

Die Auswirkungen in Japan waren, sowohl hinsichtlich der Rohstoff- als auch der Nahrungsmittellage, überaus schwerwiegend. Die Häfen von Tokio, Kure und Nagoya waren quasi vollständig blockiert. Die Straße von Shimonoseki konnte, von einem nur etwa 200 bis 500 Meter breiten und halbwegs minenfreien Weg abgesehen, nicht mehr befahren werden. Zwischen März und August 1945 ging der Schiffsverkehr (hinsichtlich des Transfers von Schiffen) in der Straße um 93 Prozent zurück. Hierunter litt nicht nur die Rüstungsindustrie massiv (waren 1944 noch 2,15 Millionen Tonnen Eisenerz nach Japan importiert worden, so waren es im Jahr 1945 nur noch 341.000 Tonnen), sondern auch die Versorgung der Zivilbevölkerung. Hatten im Januar 1945 für jeden Japaner durchschnittlich noch 2.000 Kilokalorien pro Tag zur Verfügung gestanden, so war dieser Wert im September 1945 auf 1.680 Kilokalorien abgesunken. Die Verluste der japanischen Handelsschifffahrt beliefen sich auf 231 Fahrzeuge mit insgesamt 280.930 BRT. Mindestens 358 weitere Schiffe (soweit diese erfasst sind; die Dunkelziffer dürfte höher liegen) mit insgesamt rund 400.000 BRT erlitten Beschädigungen, 137 davon mussten als konstruktive Verluste abgeschrieben werden. Darüber, wie viele Seeleute auf diesen Schiffen zu Tode kamen oder verwundet wurden, gibt es – abgesehen von Einzelfällen, die im Text aufgeführt sind – keine gesicherten Angaben.
Durch die Minenoffensive gingen ferner mindestens drei Zerstörer, ein Geleitzerstörer, drei Kaibōkan, fünf U-Jagd-Boote, zwei Minensuchboote und ein U-Boot verloren. Zahlreiche andere Schiffe wurden beschädigt, teilweise irreparabel. Über die Verluste der Minensuchkräfte gibt es keine gesicherten Angaben.

## Beurteilung
Die Operation Starvation wird als entscheidender Faktor bezüglich des Zusammenbruchs Japans im Spätsommer 1945 angesehen, weswegen die Operation, vor allem im Kontext des Zusammenbruchs des Küstenverkehrs in Südjapan sowie der Rüstungsindustrie Japans infolge von Lieferengpässen bei kriegswichtigen Rohstoffen (Öl, Eisenerz), als strategischer amerikanischer Erfolg zu werten ist. Da zudem die Verluste der US-Luftwaffe sehr gering waren, indessen jedoch schwerwiegende Schiffsverluste auf japanischer Seite eintraten, ist die Operation auch als taktischer US-Erfolg einzustufen.

## Räumoperationen
Nach der Kapitulation Japans begannen US-amerikanische Minensuchverbände, teils unterstützt von japanischen Schiffen, Anfang September 1945 mit der Räumung der Minenfelder in der Seto-Inlandsee, vor der Kii-Halbinsel und vor der Provinz Bungo. Die Räumoperationen, vor allem die Beseitigung der Niederfrequenz-Akustik- und Druckminen, erwiesen sich teilweise als sehr schwierig, weswegen erstmals im Kontext des Pazifikkrieges auch sogenannte Sperrbrecher zum Einsatz gelangten. Hierbei gingen mindestens elf Schiffe, zumeist Frachter und veraltete japanische Zerstörer sowie zwei umgebaute US-Landungsfahrzeuge, die zu Sperrbrechern umgerüstet worden waren, verloren. Bei diesen Räumoperationen in der Nachkriegszeit kamen bis 1947 insgesamt 77 Menschen ums Leben. Die wichtigsten Seewege konnten zwar bereits Anfang November 1945 wieder freigegeben werden, doch mussten in den nachfolgenden Jahren und Jahrzehnten immer wieder vereinzelt Suchoperationen durchgeführt werden. Die letzte Minenräumung in den Gewässern der Seto-Inlandsee fand 1971 statt.